# Burn It All: Journey to the Sun
Burn It All: Journey to the Sun est un jeu vidéo de puzzle développé par Pastagames et édité par Bulkypix, sorti en 2011 sur iOS, Android, BlackBerry OS et Windows Phone.

## Accueil
- Jeuxvideo.com : 17/20[1]